# Djamel Sedjati
Djamel Sedjati, född 3 maj 1999, är en algerisk friidrottare som tävlar i medeldistanslöpning.

## Karriär
Sedjati tog silver på 800 meter vid världsmästerskapen i friidrott 2022. Vid OS 2024 tog han brons på 800 meter.